# Каламави, Мэй
Мэй Эль Кала́мави (англ. May El Calamawy; род. 28 октября 1986, Бахрейн) — египетско-палестинская актриса. Наиболее известна своей ролью Дены Хассан в телесериале Hulu «Рами». Она также появилась в сериале Disney+ «Лунный рыцарь» (2022), действие которого происходит в медиафраншизе «Кинематографическая вселенная Marvel».

## Ранняя жизнь
Каламави родилась в 1986 году в Бахрейне в семье палестинской матери из Иордании и отца египтянина. Она также жила в Дохе, Катар, и Хьюстоне, Техас. Каламави двуязычна, так как говорит на английском и арабском языках. У неё очаговая алопеция, и впервые она заболела, когда ей было 22 года.
Каламави закончила среднюю школу в Бахрейне и переехала в Бостон (штат Массачусетс) чтобы изучать промышленный дизайн по желанию её отца. Тем не менее, она подала заявление в колледж Эмерсон и сказала своим родителям: «Если я поступлю, я пойду». Она была принята и имеет степень бакалавра театрального искусства колледжа Эмерсон. Каламави также училась в студии Уильяма Эспера в Нью-Йорке.

## Карьера
Каламави начала свою карьеру, снимаясь в короткометражных фильмах. После учебы в колледже, она приняла участие в фестивале арабо-американской комедии в Нью-Йорке. Её первая крупная роль в кино была в 2013 году, когда она снялась в фильме Тоуба Хупера «Djinn», который стал первым фильмом ужасов, снятым в Объединенных Арабских Эмиратах. В 2017 году у нее была постоянная роль в мини-сериале National Geographic «The Long Road Home», а также главные роли в фильмах «Отважные» и «Мадам госсекретарь». В следующем году она снялась в качестве приглашённой звезды в криминальном телесериале CBS «ФБР». В октябре 2018 года было объявлено, что она сыграет постоянную роль в комедийно-драматическом сериале Hulu «Рами», сыграв сестру Рами, Дену Хассан. В 2020 году она озвучила Элли Малик в видеоигре NBA 2K21. В 2021 году она появилась в фильме «Вместе вместе» с Эдом Хелмсом и Патти Харрисон. В январе того же года было объявлено, что она появится в грядущем Мини-сериале Disney+ «Лунный рыцарь», премьера которого состоялась 30 марта 2022 года.

## Фильмография

### Фильмы
| Год  | Название          | Роль              | Комментарии         |
| ---- | ----------------- | ----------------- | ------------------- |
| 2006 | Thursday          | Келли Спенсер     |                     |
| 2013 | Djinn             | Аиша              |                     |
| 2021 | Together Together | Карли             |                     |
| 2024 | Гладиатор 2       | конкубина Макрина | не указана в титрах |
| 2026 | Мумия             | TBA               |                     |

### Короткометражные фильмы
| Год  | Название               | Роль             | Комментарии |
| ---- | ---------------------- | ---------------- | ----------- |
| 2007 | Temperance             | Лейла            |             |
| 2008 | Santa Claus in Baghdad | Хала             |             |
| 2011 | Hassad Al Möta         | Туннельный зомби |             |
| 2011 | Paradise Falls         | Дженни           |             |
| 2012 | A Genie Called Gin     | Люси             |             |
| 2013 | Moi aussi je t’aime    |                  |             |
| 2019 | The Bed                | Женщина          |             |
| 2019 | Passerby               | Саба             |             |
| 2019 | 1 Out of 30            | Фатима           |             |
| 2019 | Saeed                  | Сью              |             |

### Телевидение
| Год          | Название           | Роль            | Комментарии                     |
| ------------ | ------------------ | --------------- | ------------------------------- |
| 2011         | Checking In        | Райя            | Эпизод: «Sneak Peek»            |
| 2017         | Мадам госсекретарь | Мона Алснани    | Эпизод: «Off The Record»        |
| 2017         | Отважные           | Мина Баюд       | Эпизод: «It’s All Personal»     |
| 2017         | The Long Road Home | Фаиза           | Мини-сериал National Geographic |
| 2017         | BKPI               | Амина           | Эпизод: «Mister Flasher»        |
| 2018         | ФБР                | Нита Кайали     | Эпизод: «Green Birds»           |
| 2019 — н. в. | Рами               | Дина Хассан     | Главная роль                    |
| 2022         | Лунный рыцарь      | Лайла Эль-Фаоли | Главная роль                    |

### Видеоигры
| Год  | Название | Роль       | Комментарии |
| ---- | -------- | ---------- | ----------- |
| 2020 | NBA 2K21 | Элли Малик | Озвучивание |